# Chowder
Chowder este un serial de animație american creat de C.H. Greenblatt pentru Cartoon Network. A avut premiera pe 2 noiembrie 2007. Serialul urmărește pe un băiat cu aspirații pe nume Chowder și aventurile sale zilnice ca un ucenic la firma de catering a lui Mung Daal. Deși are intenții bune, Chowder intră mereu în situații dificile datorită apetitului său uriaș și fiind zvăpăiat. Călătoria lui Chowder de a deveni un bucătar șef este influențată de soția lui Mung Daal, Truffles; asistentul lui Mung, Shnitzel; rivala lui Mung, domnișoara Endive; ucenica lui Endive, Panini, care este îndrăgostită de Chowder; și o serie de alte personaje.
Serialul a fost bine primit și a câștigat un Premiu Primetime Emmy, fiind nominalizat la încă două Premii Emmy și șase Premii Annie în timpul difuzării sale. Finalul serialului a fost difuzat pe 7 august 2010.

## Despre serial
Acțiunea se petrece în Orașul de Marțipan, unde pofticiosul Chowder visează să devină un bucătar renumit și sub îndrumarea atentă a lui Mung Daal gătește niște rețete uluitoare! Serialul este o similaritate subtilă între realitate și "magica" lume culinară.
În fiecare sfârșit al episodului apar marionete, înfățișând personaje ale serialului, vorbind pe diferite teme.
Personajele sau localurile sunt numite după anumite mâncăruri sau tacâmuri. În începutul acestui serial apare o carte veche intitulată Chowder, deschizându-se și arătând Orașul de Marțipan.
În timpul primului episod, apare unul din dinții lui Chowder cu o carte în mână povestindu-ne despre episod.

## Personaje
- Chowder este un băiat scund și excentric. Este ucenicul bucătarului Mung Daal. Chowder vrea să devină un mare bucătar și este înfometat tot timpul și mănâncă orice. Chowder poate vomita obiectele pe care le-a înghițit. El este o combinație de pisică, urs și iepuraș. Numele lui provine de la o varietate mare de supe, numite în limba engleză Chowder. Chowder are o pălărie pe cap.
- Mung Daal este cel mai bun bucătar din lume, după spusele lui. În serial nu s-a spus niciodată ce vârstă are, deși s-a menționat faptul că gătește de 386 de ani, și a sărbătorit 450 de ani de căsătorie. Mung crede că e un bărbat dorit de toate femeile, întrucât se laudă cu ce cuceriri avea în tinerețe. De multe ori, este auzit spunând în somn ,,doamnelor, doamnelor...". Truffels obișnuiește să apară chiar în momentele respective și îi dă cu o tigaie în cap.
- Truffles este soția lui Mung Daal. Poartă o pălărie în formă de ciupercă, ochelari și o rochie verde. Aceasta poate să zboare, având aripi. Ca și la Mung, adevărata sa vârstă nu a fost niciodată menționată. Acesteia îi place să facă pe șefa. Este proprietara firmei de catering și este o persoană foarte de temut. Totuși ea poate fi foarte drăguță uneori. Potrivit lui Mung, Truffels se transformă într-un ,,Mahjongazaur" când joacă mahjong cu prietenele ei.
- Shnitzel este mai mult monstru decât om, ce lucrează în bucătăria lui Mung Daal. Nu prea are simțul umorului și se enervează de multe ori pe Chowder. Acesta este un monstru vorbitor dar și așa el spune numai "radda", (comunicând prin fraze de genul "Radda, radda..."). Este dovedit că este alcătuit din piatră dură.
- Gazpacho este un mamut-elefant care vinde mâncăruri și ingrediente ciudate. El locuiește cu mama sa care nu a apărut în niciun episod difuzat. Gazpacho e la fel ca Chowder, fiind foarte credul și superstițios. Este foarte sensibil, emotiv, ușor iritabil și cu o mare frică de mama sa.

## Personaje secundare
- Panini este o fetiță ce are o slăbiciune pentru Chowder. Îi arată acest lucru la orice ocazie, dar Chowder nu-i arată același sentiment, spunându-i pur și simplu: "Nu sunt iubitul tău!" (I'm not your boyfriend!). Este ucenica Domnișoarei Andiva. Are blana roz și este o combinație pisică-iepuraș, ca și Chowder. Panini îl iubește pe Chowder mult.
- Domnișoara Andiva este o bucătăreasă înaltă și îndesată, ce o învață pe Panini să gătească. Este de multe ori răutăcioasă, și îl consideră pe Mung Daal rivalul ei. În episodul "Prietena lui Chowder", se dezvăluie faptul că nu-i plac băieții și iubiții pentru că iubitul său nu a venit la nunta lor.
- Kimchi este cel mai bun prieten al lui Chowder. Kimchi este un nor plutitor ce miroase urât. Are ochii micuți. Multor oameni nu le place prezența lui din cauza mirosului. Este de fapt, o flatulență metamorfozată. Kimchi nu vorbește deloc, dar scoate unele sunete asemănătoare unor pârțuri când este întrebat ceva. Kimchi are și el sentimente, cum este dezvăluit în episodul ,,Dragostea duhnește" când se îndragostește de o varză la cuptor.
- Gorgonzola este un băiețel care este pofticios la plăcerile culinare și nu-l suportă pe Chowder, însă, de cele mai multe ori îl admiră și devine sentimentalist, văzând câte lucruri face Chowder pentru el. Gorgonzola este zgârcit, parșiv și capricios. Nu este mulțumit niciodată și întotdeauna vrea să câștige el sau să fie cel mai bun. Se crede superior tuturor în tot ce face. Gorgonzola are capul ca un fel de lumânare ce tot timpul stă aprinsă.
- Stilton este "maestrul" lui Gorgonzola. Ca și Gorgonzola, el poartă o lumânare pe cap. Este arogant, nepoliticos și îi place să bea băuturi efervescente. De asemenea, să și râgâie. Alături de Paté, este un personaj ce apare rarisim. Se crede că are o slăbiciune pentru Andiva. Atât Stilton cât și Gorgonzola au nume de brânzeturi.
- Castană este un personaj secundar, foarte mic de statură (de unde probabil îi vine și numele). Este albastru, are barbă și papuci asemănători cu ai lui Chowder. Castană are obiceiul de a categorisi ființe sau obiecte găsite întâmplător ca mobilă pentru casa lui, întrucât a spus că Mung Daal este masa lui de sufragerie, un semn de circulație este canapea iar pălăria lui Chowder casă de vacanță. În ciuda mărimii este deosebit de puternic. Mai are obiceiul de a vorbi despre el la persoana a III-a.
- Ruben este un personaj ce apare în două episoade ale serialului, în cadrul cărora este personajul principal, fiind posibil să fi avut apariții cameo și în alte episoade. El este un porc deosebit de pofticios, care s-a dovedit a fi parșiv, întrucât l-a șantajat pe Mung Daal în episodul ,,Sandwich cu șobolan". În alt episod este profesor la o clasă de pregătire culinară. Are o slăbiciune pentru Andiva, la fel ca Stilton.

## Personaje episodice
- Loo-Men este maestrul bucătar al lui Mung Daal, de atunci când Muung era un învățăcel de vârsta lui Chowder la  restaurantul Bucătăria lui Loo-Men. Acesta apare într-un singur episod, în care interpretează un rol principal, umilindu-l pe Mung în fața orășenilor, amintind un episod rușinos din ucenicia lui Mung, când a dat greș la prepararea Bombelor Woon Ton - un fel de mâncare foarte complicat.